# Tomo Česen
Tomo Česen (* 5. November 1959 in Kranj, Jugoslawien, heute Slowenien) ist ein slowenischer Bergsteiger und Sportkletterer. In Bergsteigerkreisen gehört er zu den umstrittensten Persönlichkeiten, da er nur selten Belege für seine Leistungen vorlegen kann.

## Besondere alpinistische Leistungen
Im Jahr 1985 durchstieg Česen die Nordwand des Kangchendzönga-Westgipfels mit seinem Seilpartner Borut Bergant, der aber beim Abstieg ums Leben kam. Česen musste daraufhin alleine und ohne Ausrüstung von 8300 m Höhe absteigen.
1986 schaffte Česen die Besteigung des Broad Peak. Danach ging er zum K2, obwohl er nur eine Erlaubnis hatte, den Gasherbrum II zu besteigen. Er hielt sich am K2 nur kurz im Basislager auf und stieg dann alleine eine neue Route auf die Schulter. Obwohl er auf Grund des schlechten Wetters den Gipfel nicht erreichen konnte, wird diese Route über den SSO-Rücken seitdem Česen-Route genannt. Erstmals bis zum Gipfel über diese Route kam eine baskische Expedition mit Juanito Oiarzabal im Jahr 1994. Damit bekam diese Route noch zusätzlich die Bezeichnung Basken-Route.
Im Jahr 1989 ging Česen die Nordwand des Jannu an, die er nach eigener Aussage alleine auf einer neuen Route durchstieg. „Das angesehene Mountain Magazine urteilte: "Die wahrscheinlich kühnste Unternehmung aller Zeiten im Himalaja."“ Da es keine Belege für seine erfolgreiche Besteigung gibt, wird sie oft angezweifelt. Diese Route am Jannu wurde auch noch nicht wiederholt.
Ein Jahr später gelang Česen angeblich die Erstdurchsteigung der Lhotse-Südwand. Er war alleine am Berg ohne Flaschensauerstoff nach einer nur 14-tägigen Akklimatisation im Basislager unterwegs und erreichte nach seinen Angaben innerhalb von 45 Stunden und 20 Minuten am 24. April den Gipfel. Einer 20-köpfigen sowjetischen Expedition gelang im gleichen Jahr ebenfalls die Durchsteigung der Südwand. Sie benötigten für ihr Vorhaben Wochen, benutzten künstlichen Sauerstoff und zeigten sich über Česens Leistung verwundert und bezweifelten sie letztlich. Als Beweis für seine Besteigung legte Česen der französischen Zeitschrift Vertikal ein Foto vor, das nachweislich aber nicht von ihm gemacht wurde. Česen Begehung wird kontrovers diskutiert und gilt offiziell als unbelegt.
Seit den 1990er Jahren ist Česen als Sportkletterer unterwegs.